# Laura Bassi (nave)
La Laura Bassi è una nave oceanografica, utilizzata per l'attività scientifica e il supporto logistico alle esplorazioni antartiche italiane. La nave è stata certificata secondo il Codice Polare (Polar Code) come un rompighiaccio Categoria A PC5.

## Storia
Varata nel 1995 come MV Polar Queen per la GC Rieber Shipping, ha operato in Antartide per altri programmi nazionali. Il British Antarctic Survey l'ha noleggiata a lungo termine (bare boating) nell'agosto 1999 e rinominata RRS Ernest Shackleton (in onore dell'omonimo esploratore).
Nel maggio 2019 è stata acquistata dall'Istituto Nazionale di Oceanografia e di Geofisica Sperimentale italiano grazie ad un finanziamento del MIUR per essere utilizzata come nave da ricerca e da supporto logistico in Antartide; per l'occasione, la nave è stata ribattezzata N/R Laura Bassi (in onore della prima scienziata al mondo a ottenere una cattedra universitaria). Nel marzo 2022 il raggruppamento temporaneo di impresa (RTI) composto dalle società PB Tankers SPA, MAMA Shipping SARL e Monegle Shipping LTD si è aggiudicato il bando pluriennale per la completa gestione della nave. La MAMA Shipping SARL per la gestione dell'equipaggio ha formalizzato un contratto di service level agreement con la società monegasca Marine Partners SAM.
Al momento dell'acquisto risultava la prima nave della ricerca oceanografica italiana con capacità di operare in mari ghiacciati, arrivando a infrangere fino a 0,5 m di spessore. La nave si divide in un'area poppiera ad uso scientifico, con 90 m² di laboratorio e una pista di atterraggio per elicotteri da 10 t (Eurocopter EC225 Superpuma), un'area cargo centrale con gru da 50 t, una gru di servizio da 10 t, 3.000 m³ di spazio nella stiva e alloggiamenti per 2 container laboratori da 20', un'area comando e alloggi per i 22 membri dell'equipaggio e fino a 50 membri di personale scientifico, a cui si aggiungono infermeria, palestra, spogliatoi, lavanderia, mensa, sauna e zone ricreative.

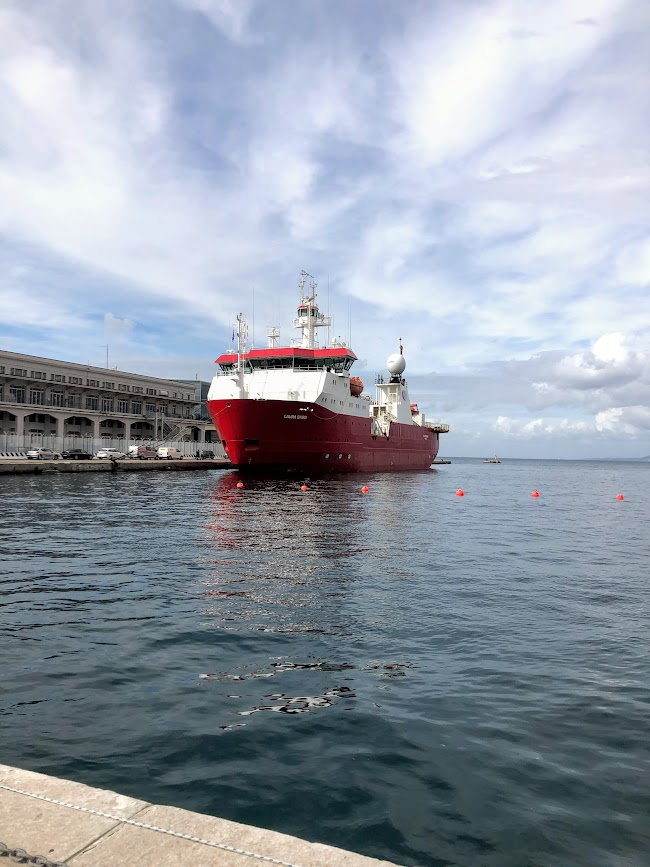
La nave ormeggiata di fianco alla stazione marittima di Trieste in occasione della cinquantatreesima edizione della Barcolana

Nell'estate australe 2019/2020 ha effettuato la prima campagna antartica del Programma Nazionale di Ricerche in Antartide (PNRA) finanziata dal Ministero dell'università e della ricerca (MUR) sotto bandiera italiana effettuando due rotazioni fra la Nuova Zelanda e la base Italiana, la Stazione Mario Zucchelli. Nel corso della seconda rotazione la nave ha raggiunto il punto più meridionale mai toccato da una nave italiana (latitudine 78° 41.1006 S) a solo 1 miglio dal record mondiale. Questo record è stato battuto nel corso di un campionamento nel Mare di Ross in Antartide, effettuato per la campagna oceanografica della 35ª spedizione. Durante la 38ª Spedizione Italiana del PNRA ha toccato il punto più a Sud mai raggiunto da una nave (latitudine di 78° 44.280' S), esplorando un sito fino ad allora inesplorato del Mare di Ross.